# Tigrana
Tigrana là một chi bướm đêm thuộc họ Erebidae.

## Loài
- Tigrana detritalis Walker, [1866]
- Tigrana fervidalis Walker, [1866]